# Hilmar Myhra
Hilmar Myhra (ur. 4 czerwca 1915, zm. 13 kwietnia 2013) – norweski skoczek narciarski. Jego największym sukcesem jest wywalczenie brązowego medalu na Mistrzostwach Świata w Lahti. Wyprzedzili go tylko Asbjørn Ruud i Stanisław Marusarz. Ponadto zajął 6. miejsce na mistrzostwach świata w Zakopanem oraz wygrał ostatni przed niemiecką inwazją na Norwegię w 1940 Festiwal Narciarski w Holmenkollen.

## Mistrzostwa świata
- Indywidualnie
  - 1938 Lahti (FIN) – brązowy medal
  - 1939 Zakopane (POL) – 6. miejsce (duża skocznia)